# 法勲寺村
法勲寺村（ほうくんじむら）は、香川県綾歌郡にあった村。

## 歴史
- 1890年2月15日 - 町村制施行に伴い、鵜足郡上法軍寺村（かみほうぐんじむら）、下法軍寺村（しもほうぐんじむら）、東小川村（ひがしおがわむら）が合併し、法勳寺村が発足。
- 1899年4月1日 - 鵜足郡が阿野郡と合併し、綾歌郡となる。
- 1956年8月1日 - 坂本村と新設合併し、飯山町が発足。同日付で法勲寺村が廃止。